# Abadia de Fontenay
Fontenay és un monestir al municipi de Marmagne (Costa d'Or), a la regió de la Borgonya-Franc Comtat, a França. És un dels més emblemàtics de l'arquitectura cistercenca. Bernat de Claravall el va fundar mitjançant filiació enviant monjos de l'abadia de Claravall. L'estil de la construcció, molt ben conservada, va servir de model durant la important expansió cistercenca per Europa en els dos segles posteriors. Està inscrita al patrimoni de la Humanitat de la UNESCO des de l'any 1981.

## Història
L'abadia de Fontenay, fundada el 1119 per Bernat de Claravall i consagrada pel papa Eugeni III el 1147, és l'abadia cistercenca més antiga i es caracteritza per l'absència gairebé total d'ornamentació. El 1170, una butlla del papa Alexandre III confirma els béns de l'abadia i permet als monjos escollir un abat.
Sant Bernat va fundar dos monestirs més: Trois-Fontaines, a prop de Saint-Dizier el 1115 i Foigny-en-Thiérache el 1121. L'ermita creada a prop de Châtillon-sur-Seine, sota la direcció del seu oncle Godefroy de Rochetaillé, va ser transferida a la vall, on és l'abadia actual.
El 1139 Ebrard, bisbe de Norwich, es trasllada a Fontenay per fugir de la persecució que patia a Anglaterra. Amb la seva fortuna va finançar en part la construcció de l'església.
Al llarg dels segles xii i xiii, l'abadia és molt pròspera pel desenvolupament d'activitats metal·lúrgiques i siderúrgiques. El 1259, el rei de França Sant Lluís exempta l'abadia de tot dret fiscal. El 1269 Fontenay esdevé una abadia reial. Els reis Joan II, després Carles VIII, i Lluís XII continuaran aquestes generositats.

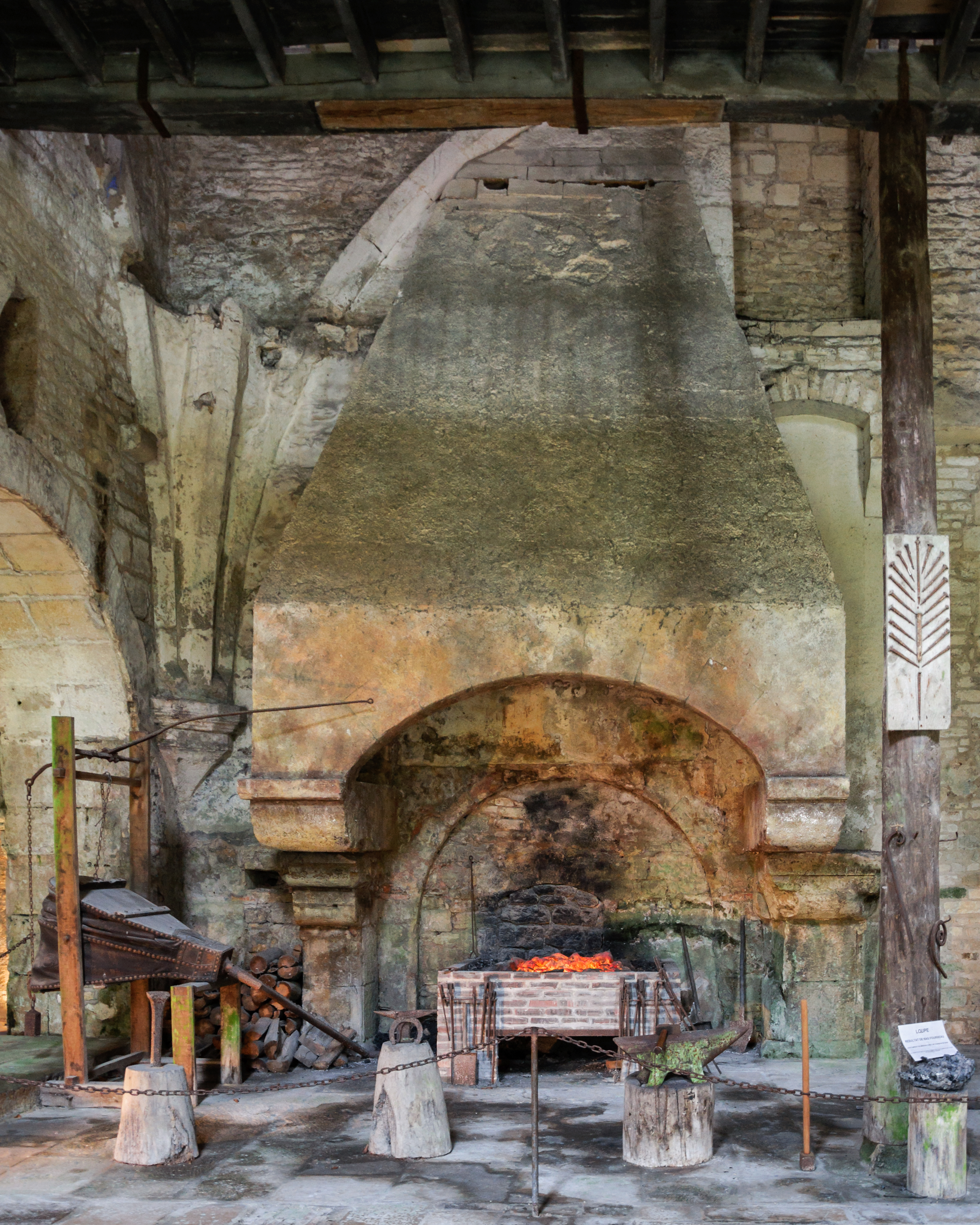
Reconstrucció del que havia sigut la farga

Malgrat aquesta protecció reial, és saquejada moltes vegades durant les guerres que destrossen la Borgonya. El 1359, les tropes d'Eduard III, rei d'Anglaterra, la saquegen.
Gaudeix d'una influència creixent fins al segle xvi. Però la instauració del règim de la commende, que suprimeix l'elecció dels abats per part dels monjos en benefici de l'arbitrària decisió reial, marca el començament del declivi.
A partir del segle xviii, l'abadia de Fontenay passa a ser una ombra del que havia estat: els monjos es veuen obligats, per manca de recursos econòmics, a destruir el refectori. La Revolució només hi deixa una desena de monjos en una abadia que n'havia allotjat diversos centenars.
El 1791, l'abadia és venuda amb totes les terres per 78.000 Francs a Claude Hugot que la transforma en papereria, activitat que si duu a terme durant prop d'un segle. El 1820 en passa a ser propietari Élie de Montgolfier, de la família dels inventors del globus, conegut a França com montgolfière.
El 1906 l'abadia és recomprada per Édouard Aynard, banquer lionès i aficionat d'art. S'hi fan importants treballs de restauració per tornar-li el seu aspecte medieval, i s'enderroquen les fàbriques alienes a l'abadia. Actualment queda propietat de la família Aynard i se'n pot visitar una gran part.

## Arquitectura

### L'església abacial

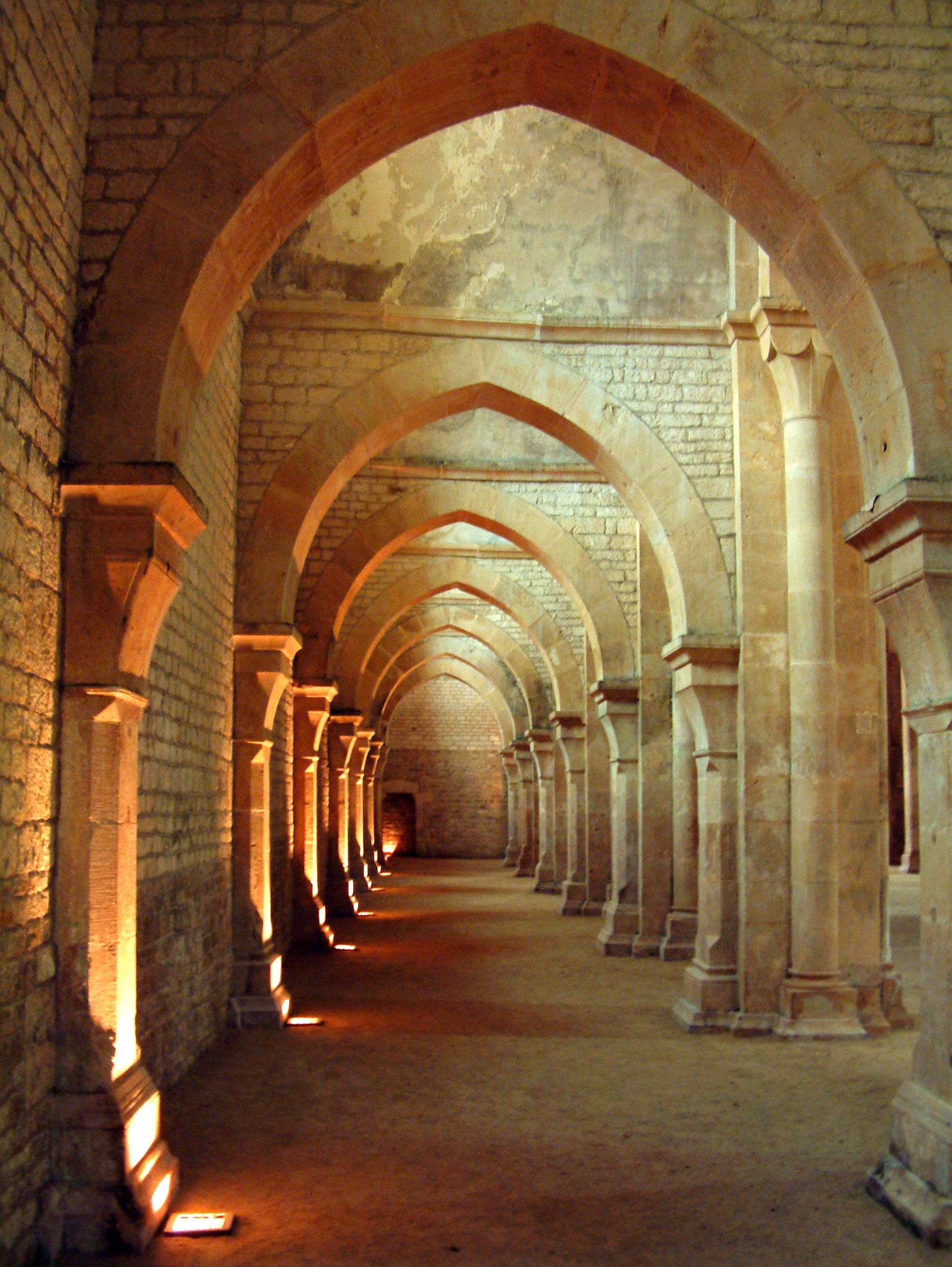
Detall de la nau lateral

Fou construïda entre 1127 i 1150 amb una planta cruciforme i amb unes proporcions que li varen valer ser considerada com una església-tipus de l'arquitectura cistercenca. Mesura 66 m de longitud per 8 d'ample, el creuer mesura 19 m. La nau, de 8 m d'ample, és flanquejada de dues laterals. Les arcades són de volta apuntada descansant sobre columnes amb capitells amb decoració lanceolada, amb un feble relleu, respectant així la regla cistercenca.
El cor, de forma quadrada, és més baix que la nau. El paviment és fet de ceràmiques, que recobrien abans el conjunt del sòl de l'edifici.
A l'edat mitjana, la façana era precedida d'un porxo.
A l'interior, es pot admirar una Verge amb el Nen que data del segle xii. Aquesta estàtua va ser molt de temps exposada a les intempèries al cementiri de Touillon, el municipi veí de l'abadia. La Verge porta el nen Jesús sobre el seu braç esquerre, envolta el coll de la seva mare amb el braç dret i té sobre el pit un colom amb les ales desplegades aguantat amb la mà esquerra. No s'hi observa cap mena de mobiliari que es varen fer malbé per la humitat, que va obligar a aixecar-ne el sòl prop d'un metre a la fi del segle xviii.

### El claustre

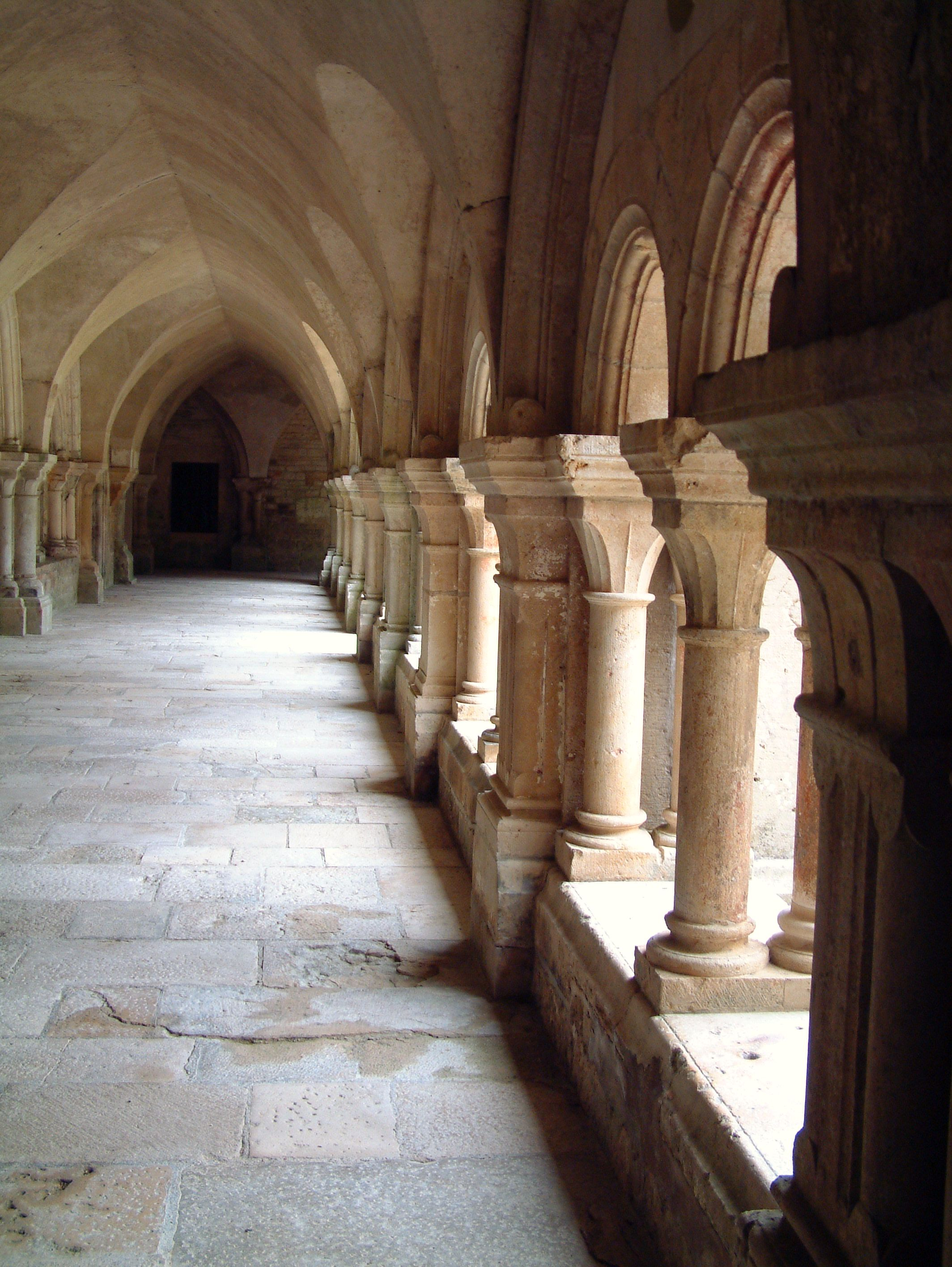
Galeria del claustre

El claustre és una de les parts més destacades de l'indret. Mesura 36 per 38 m, les quatre galeries, tot conservant una gran unitat, presenten certes diferències de construcció. Són compostes cadascuna de vuit trams formant arquivolta i dobles arcades descansant sobre pilars amb doble columna amb capitells lanceolats. La galeria de l'est està en contacte directe sobre la nau de l'església, i portava els monjos als oficis, a la sala capitular i a l'extremitat sud, una escala conduïa al dormitori. El 1911, al moment de la restauració, s'hi va descobrir l'armarium que era l'armari cavat al mur en el qual els frares dipositaven els llibres abans d'anar als oficis. La galeria sud és la galeria del refectori, i contenia un lavabo davant la porta del refectori, avui desaparegut.

### La sala capitular

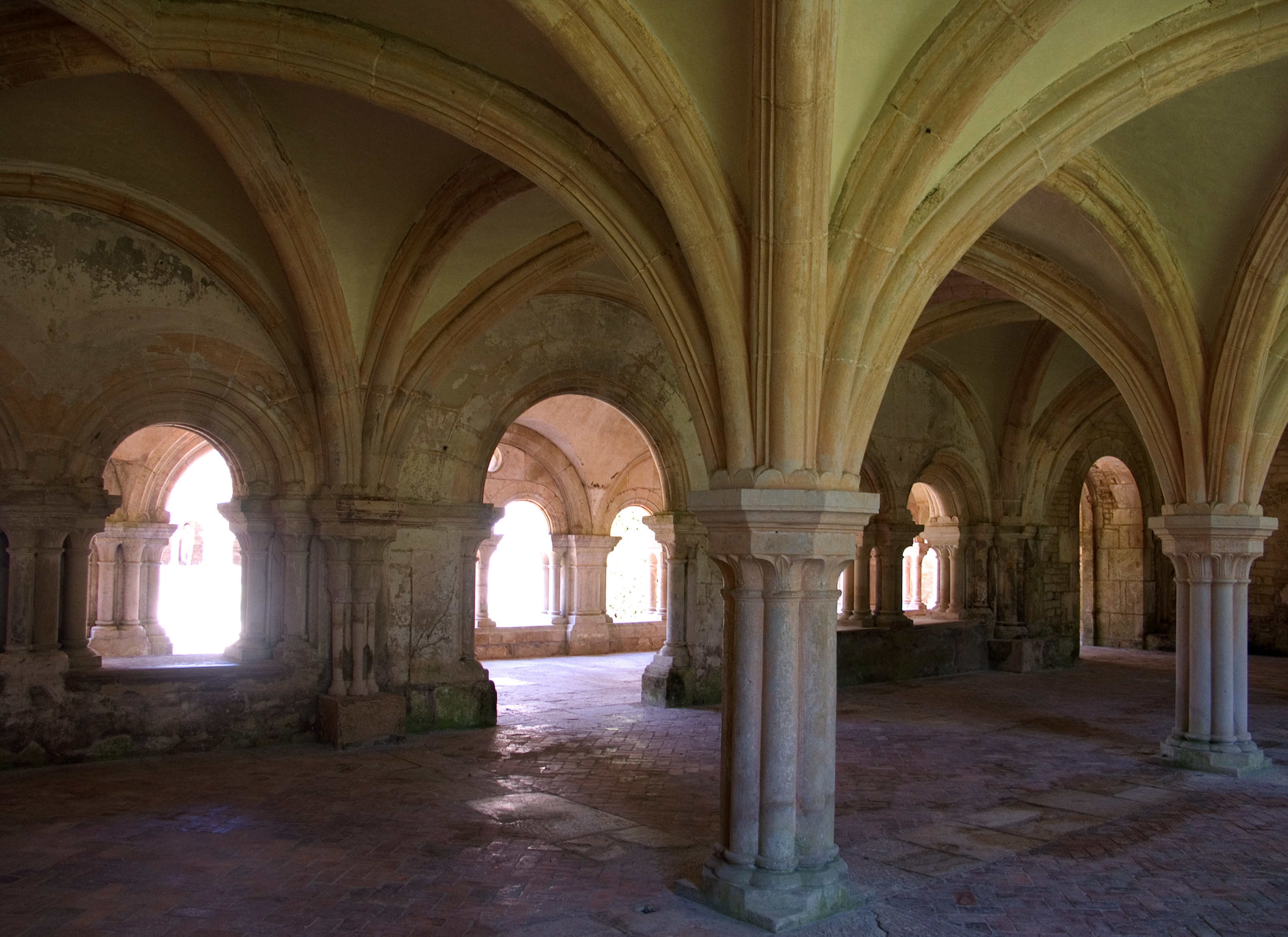
La sala capitular

La sala capitular és després de l'església la part més important de la vida de l'abadia, és l'endret on es prenien les decisions relacionades amb la comunitat després de la lectura d'un capítol de la Regla de Sant Benet. S'obre sobre la galeria est del claustre per una gran arcada corbada, flanquejada de cada costat d'una doble obertura. A l'origen la sala capitular era perfectament quadrada, formada de tres amples trams en volta d'ogiva i descansant sobre columnes, el tercer tram va ser destruït per un incendi cap a l'any 1450. Al començament del segle xx es va abatre l'envà entre la sala capitular i el locutori. Les claus de volta són adornades per un motiu floral senzill.

### La sala dels monjos
En el prolongament de la sala capitular i del locutori, hi ha la sala dels monjos, on els monjos copistes copiaven i il·lustraven els manuscrits. Mesura 30 m de longitud i és recoberta de dotze voltes ogivals.

### El dormitori comú

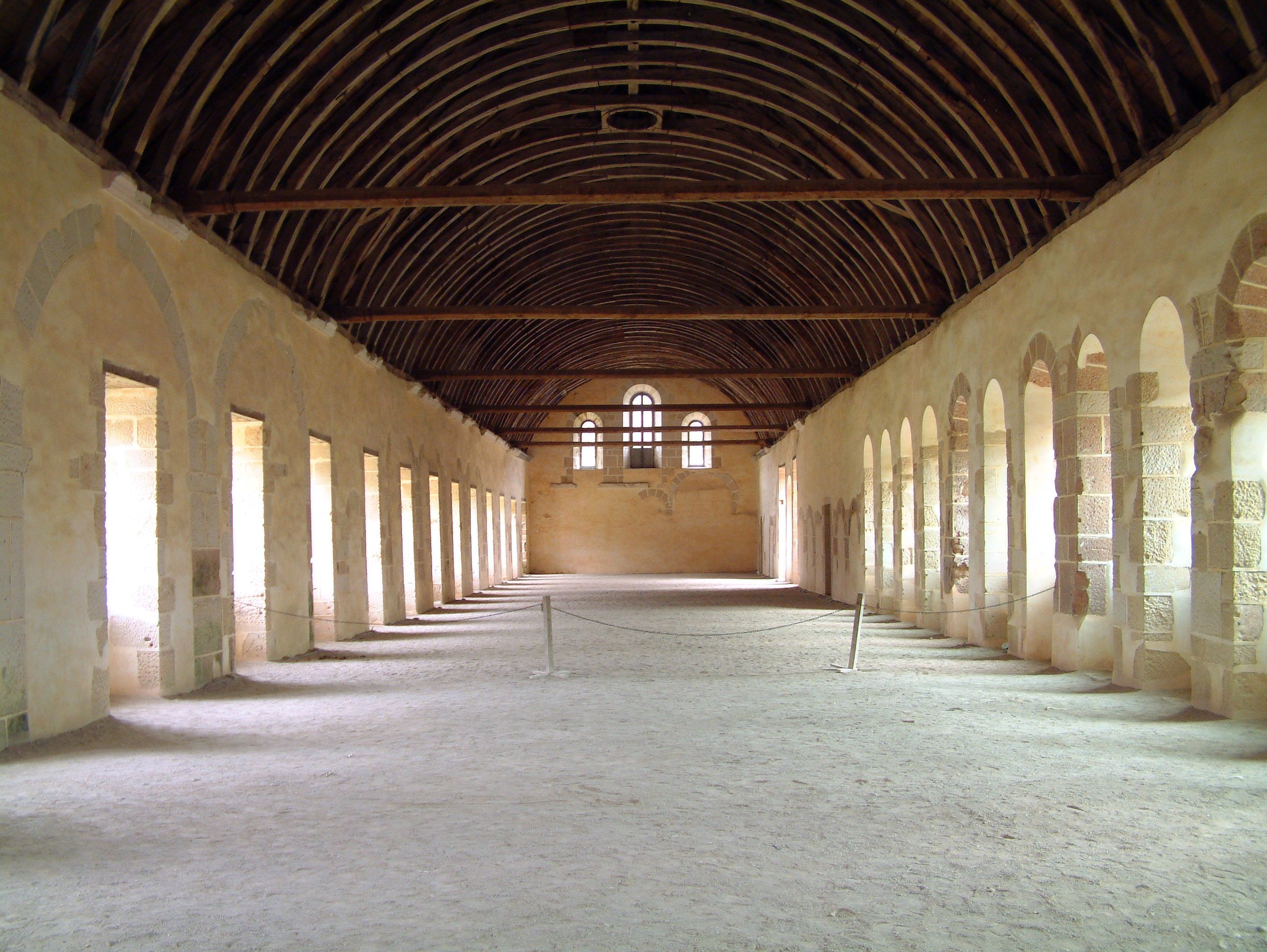
El dormitori

El dormitori ocupa tot el primer pis de l'edifici dels frares, sobre la sala capitular. S'hi accedeix per una escala d'una vintena de graons. Va ser incendiat al segle xv, i la carcassa va ser reemplaçada per la que es pot admirar actualment i que té una forma de vaixell invertit. La regla de Sant Bernat imposava una sala comuna amb matalassos de palla disposats al mateix terra, sense cambres individuals.

### La farga
L'edifici de la farga es troba al límit sud de la propietat, mesura 53 m de longitud per 13,5 m, sobre voltes d'ogives descansant sobre columnes centrals. Fou construïda al final del segle xii per tal de treballar el mineral extret del turó que domina el monestir. La derivació del rierol de Fontenay, al llarg del mur de la farga, feia girar les rodes que feien colpir els martells al ferro.